# Отскоченский сельсовет
Отскоченский сельсове́т — сельское поселение в Хлевенском районе Липецкой области. 
Административный центр — село Отскочное.

## История
В соответствии с законами Липецкой области №114-оз от 02.07.2004 и №126-оз от 23.09.2004 сельсовет наделён статусом сельского поселения, установлены границы муниципального образования.

## Население
| 2009 | 2010 | 2012 | 2013 | 2014 | 2015 | 2016 |
| ---- | ---- | ---- | ---- | ---- | ---- | ---- |
| 823  | ↘756 | ↘738 | ↘705 | ↘675 | ↘658 | ↗669 |
| 2017 | 2018 | 2021 |      |      |      |      |
| ↘647 | ↗665 | ↗727 |      |      |      |      |

## Состав сельского поселения
| № | Населённый пункт  | Тип населённого пункта       | Население |
| - | ----------------- | ---------------------------- | --------- |
| 1 | Донская Негачевка | село                         | ↘160      |
| 2 | Отскочное         | село, административный центр | ↘596      |